# Morrill (Kansas)
Morrill es una ciudad ubicada en el condado de Brown en el estado estadounidense de Kansas. En el año 2010 tenía una población de 230 habitantes y una densidad poblacional de 460 personas por km².

## Geografía
Morrill se encuentra ubicada en las coordenadas 39°55′48″N 95°41′40″O / 39.93000, -95.69444 (39.929879, -95.694498).

## Demografía
Según la Oficina del Censo en 2000 los ingresos medios por hogar en la localidad eran de $30,357 y los ingresos medios por familia eran $32,813. Los hombres tenían unos ingresos medios de $30,250 frente a los $17,500 para las mujeres. La renta per cápita para la localidad era de $11,924. Alrededor del 34.0% de la población estaban por debajo del umbral de pobreza.